# Isidoro di San Giuseppe
Isidoro di San Giuseppe, al secolo Isidoor de Loor (Vrasene, 18 aprile 1881 – Courtrai, 6 ottobre 1916), è stato un religioso belga della Congregazione della Passione di Gesù Cristo. Fu beatificato da Giovanni Paolo II nel 1984.

## Biografia
Primo dei tre figli di due agricoltori fiamminghi, in gioventù fu contadino e catechista. Entrò diciottenne nel noviziato passionista di Ere: ricevette l'abito religioso l'8 settembre 1907 e il 13 settembre 1908 emise i voti come fratello coadiutore.
Fu assegnato al ritiro di Wezembeek-Oppem, dove svolse le funzioni di cuoco, portinaio, questuante e sacrestano.
Dopo aver manifestato i primi problemi di salute, fu trasferito al ritiro di Courtrai, dove morì dopo una dolorosa malattia.

## Culto
La causa fu introdotta il 9 novembre 1960 e il 12 luglio 1982 fu autorizzata la promulgazione del decreto sulle virtù eroiche di Isidoro di San Giuseppe, che divenne venerabile.
Il 12 gennaio 1984 la Santa Sede riconobbe l'autenticità di un miracolo attribuito alla sua intercessione e papa Giovanni Paolo II lo proclamò beato in piazza San Pietro a Roma il 30 settembre 1984.
La sua tomba si venera nel santuario della Sint-Antoniuskerk dei passionisti di Courtrai.
Il suo elogio si legge nel Martirologio romano al 6 ottobre.